# Sandra Studer
Sandra Studer (alemany: Sandra Müller)  (Zúric, 10 de febrer de 1969) és una presentadora de televisió i cantant suïssa.
Va representar Suïssa al Festival de la Cançó d'Eurovisió de 1991, que es va celebrar a Roma.

## Biografia
Filla de pare suís i mare catalana, va créixer a Zollikerberg (Zollikon), va estudiar dansa i piano a l'adolescència. Va anar a la universitat de Zúrich a fer estudis germànics, musicologia i educació cívica.
Va debutar musicalment el 1987 i va col·laborar com a corista a la cançó I love you, de Dj BoBo el 1989.
Actuant amb el nom artístic de Sandra Simó (amb el cognom de la seva mare, de Barcelona), va quedar cinquena, de vint-i-dos,  amb la cançó «Canzone per te», que va cantar en italià.
De seguida es va consagrar en la carrera televisiva. Comentadora germanòfona pel concurs d'Eurovisió a les televisions suïsses, també va presentar el concurs selectiu per Alemanya.
El 2025 va presentar el Festival de la Cançó d'Eurovisió a Basilea, juntament amb Hazel Brugger i Michelle Hunziker, que només hi va ser a la final del certamen.